# Reagrupament
L'Associació Reagrupament Independentista, o semplicemente Reagrupament, è un'associazione catalana i cui obiettivi sono «la difesa, la promozione, la diffusione e lo studio del movimento indipendentista e del repubblicanesimo nel campo della Catalogna», «il rafforzamento della base sociale del movimento indipendentista nei Paesi catalani "e" il dibattito sulla rigenerazione della vita politica».
L'associazione, iscritta come partito politico con il nome di Reagrupament Independentista (Raggruppamento di Indipendenza) dal 28 luglio 2010, ha partecipato alle elezioni al parlamentari catalane del 28 novembre 2010, senza ottenere rappresentanza parlamentare.
Nell'ottobre 2013 è stato annunciato che il Reagrupament sarebbe entrato in Convergència Democràtica de Catalunya (CDC).

## Storia
Reagrupament è nato da una scissione di Esquerra Republicana de Catalunya (ERC) guidata da Joan Carretero, che era stato consigliere di governo della Generalitat de Catalunya.Carretero era uno dei quattro candidati alla presidenza del Reagrupament, arrivando al secondo posto. Il 18 aprile 2009, il quotidiano Avui propose la presentazione di una lista per le elezioni parlamentari catalane del 2010. Il 27 aprile, l'ERC per tale motivo lo sospende dalla militanza. L'11 maggio, la portavoce del Reagrupament, Rut Carandell, annunciò anch'essa le sue dimissioni dall'ERC.

## Elezioni
Alle elezioni parlamentari in Catalogna del 2010 ha ottenuto 39.834 voti (1,27%), senza ottenere seggi.
A causa di ciò alle elezioni comunali del 2011, Reagrupament ha presentato liste congiunte con altre formazioni indipendentiste come Solidaritat Catalana per la Independència a Tárrega, ERC a Barcellona, Puigcerdà, San Cugat del Vallés, Granollers, Sabadell o Sitges e CUP a Gerona.
Alle elezioni parlamentari catalane del 2012 Reagrupament non si presenta e chiede ai suoi elettori di votare per CiU.
Per le elezioni generali in Spagna del 2015 entra a far parte della coalizione Democràcia i Llibertat.